# تولنانمدی
تولنانمدی (به مجاری:  Tolnanémedi) یک شهرداری در مجارستان است که در ناحیه تاماشی واقع شده‌است. تولنانمدی ۲۱٫۱۰ کیلومتر مربع مساحت و ۱٬۰۷۹ نفر جمعیت دارد.